# Thomas Gwyn Elger
Thomas Gwyn Empy Elger (27 octobre 1836 à Bedford - 9 janvier 1897) est un sélénographe anglais, premier directeur de la section lunaire de la British Astronomical Association.  Ce fut l'un des principaux observateurs de la Lune de l'époque victorienne, et il est très connu pour sa carte de la Lune, considérée comme l'une des meilleures jusqu'aux années 1960.
Le cratère lunaire Elger et l'astéroïde (95824) Elger ont été nommés en son honneur.

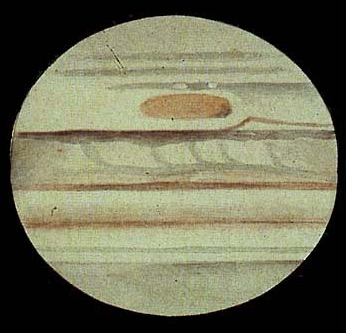
La Grande Tache rouge dessinée par Thomas Gwyn Elger en novembre 1881 ; le sud est vers le haut, selon l'inversion des télescopes.